# Mussalö
Mussalö, finska: Mussalo, är en ö i Finland. Den ligger i Finska viken och i kommunen Kotka i landskapet Kymmenedalen, i den södra delen av landet. Ön ligger nära Kotka och omkring 110 kilometer öster om Helsingfors.
Ön ligger i anslutning till Kotka, och har bland annat en stor hamn med anslutande järnväg. Där finns både industri och bostadsområden såväl som obebyggda områden. Öns area är 11,93 kvadratkilometer och dess största längd är 6,1 kilometer i nord-sydlig riktning. Ön höjer sig omkring 30 meter över havsytan.

## Några delöar med egna namn
- Hanskinmaa 60°25′39″N 26°53′42″Ö / 60.4275°N 26.895°Ö
- Siikasaari 60°25′26″N 26°54′14″Ö / 60.42389°N 26.90389°Ö
- Tökkärinsaari 60°27′04″N 26°54′06″Ö / 60.45112°N 26.90156°Ö
- Kuusisenkarit 60°25′51″N 26°55′07″Ö / 60.43075°N 26.91848°Ö

## Klimat
Inlandsklimat råder i trakten.[källa behövs] Årsmedeltemperaturen i trakten är 5 °C. Den varmaste månaden är augusti, då medeltemperaturen är 16 °C, och den kallaste är januari, med −4 °C.